# Дубенская, Варвара Ивановна
Варвара Ивановна Дубенская (в замужестве де Лагрене; 1812 — 27 января 1901) — фрейлина двора, супруга французского дипломата Теодора де Лагрене; знакомая А. Пушкина, В. А. Жуковского, А. И. Тургенева, П. А. Вяземского, С. А. Соболевского и П. Мериме. В обществе была известна под прозванием «Птичка».

## Биография
Одна из четырёх дочерей капитана Ивана Алексеевича Дубенского и жены его Прасковьи Порфирьевны. Вместе с сестрой Екатериной воспитывалась в Смольном институте, который окончила с шифром. По окончании обучения в августе 1830 года была назначена фрейлиной к великой княжне Марии Николаевне. Живая и остроумная Дубенская пользовалась успехом в свете и была в большой моде при дворе.
«Миниатюрная брюнетка, с прелестнейшими глазами, талией девочки, детским выражением лица и тем видом, который присущ девице, только что выпущенной из пансиона, она очень добродушна и может стать опасной для других», — писала о ней Долли Фикельмон. Поэт В. А. Жуковский считал Варвару Ивановну очень привлекательной, а П. А. Вяземский отмечал, что «птичка—дубенская порхала, ворковала, миловалась, и на коне в карусели сидела такой же птичкой, как на ветке кокетства». 
Будучи непременным членом избранного кружка графини С. А. Бобринской, Варвара Дубенская часто посещала её дом на Галерной улице. Именно там, по словам А. О. Смирновой, «устроилась её свадьба» с секретарем французского посольства Теодором де Лагрене (1800—1862). Император Николай I был очень недоволен, «он возненавидел ветрогона Лагрене после революции 1830 года, — писала мемуаристка, — и не любил Бобринскую за свадьбу Дубенской». По поводу предстоящего брака К. Я. Булгаков писал брату, что «m-le Дубенская мила и умна, но ничего не имеет, а у него всего 40 тысяч дохода». В Петербурге много говорили об этой странной свадьбе. Всё, что сделали, чтобы отговорить её, было напрасно. Дубенская оставила придворную службу и стала женой Лагрене. 

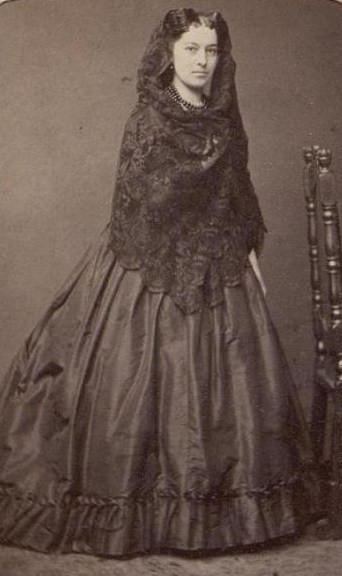
Ольга де Лагрене

Венчание было 12 сентября 1834 года в Римско-католической церкви Св. Екатерины в Петербурге. 
Сразу после свадьбы супруги уехали в Дармштадт, куда Лагрене был переведён в качестве главы французской миссии, так как был обвинён вице-канцлером К. В. Нессельроде в связях с некоторыми оппозиционерами и отозван из России. «Они жили очень счастливо, — вспоминала А. О. Смирнова, — она кормила свою старшую дочь Габриэль и очень умно подчинялась всем желаниям мужа, который получил классическое образование у иезуитов, и первым делом его и первая забота его было перевести её в римско-католическую церковь». 
С 1836 по 1843 года Варвара Ивановна жила с мужем в Афинах, где он занимал пост министра-резидента. В декабре 1843 года на фрегате «Русалка» вместе с двумя дочерьми она сопровождала его в Китай, куда он был направлен во главе французской миссии в звании чрезвычайного посланника и полномочного министра. После успешного подписания договора в Вампоа супруги Лагрене в мае 1846 года вернулись во Францию и поселились в Париже. 

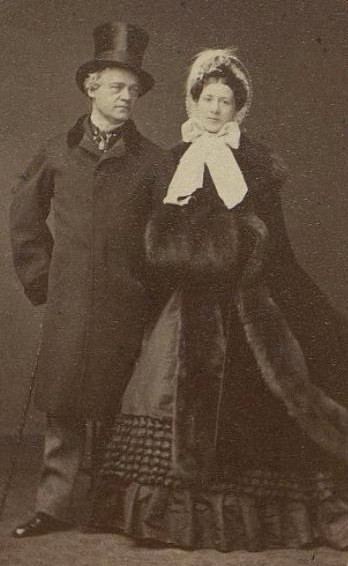
Луи Огнюст Броэ и Мария де Лагрене

Варвара Ивановна не порывала связей с родиной, её имя часто встречается в письмах и мемуарах многих русских путешественников.  Среди этих связей особое место занимает С. А. Соболевский, который возможно и познакомил её с Проспером Мериме. В конце 40-х годов с её помощью писатель начал усиленно изучать русский язык. Эти занятия позволили Мериме взяться за перевод «Пиковой дамы» и напечатать его в 1849 году. В течение многих лет он переписывался с супругами Лагрене и их дочерьми. В парижском обществе мадам Лагрене недолюбливали, по словам графа Ораса де Вьель-Кастеля «все сходились во мнении о ней как о задаваке, самой неприятной и злой, какую только можно встретить. Такая же наглая, что и её муж, и изображающая добродетель». Секретарь русского посольства во Франции В. П. Балабин писал: «Напрасно я пытался найти в ней следы былого очарования, которым она была преисполнена раньше. Не было той прелести и любезности в манерах, когда гибкая и легкая, она резвилась и чирикала в петербургских гостиных. Она окончательно и бесповоротно из поэзии погрузилась в область прозы». Пережив мужа почти на сорок лет, Варвара Лагрене умерла в глубокой старости в январе 1901 года в Париже.
В браке имела двух дочерей — Габриэль-Марию (1835—1884; в замужестве (1862) за Луи Огюстом Броэ) и Ольгу (1838—1897; канонисса), и четырех сыновей — Луи (1840—1911; командор ордена Почётного легиона), Виктора (1839), Эдмон (1842—1909; дуэлянт и филолог) и  Артура (1843—1885; кавалер ордена Почётного легиона).